# Fréquences spécifiques sur micro-courants
 (mars 2023).
Les fréquences spécifiques sur micro-courants (FSM) sont une pseudo-médecine qui consiste à faire passer dans le corps des micro-courants électriques à des fréquences spécifiques afin de, selon les tenant de cette pseudo-thérapie, provoquer, accélérer ou ralentir diverses réactions dans les tissus ciblés. L'efficacité de cette pseudo-thérapie n'a pas été démontrée.

## Fonctionnement
Les courants émis sont habituellement de l’ordre de 100 microampères. Les fréquences utilisées vont de 0 à 1000 Hz et ont une forme d'onde carrée. 
Les fréquences sont utilisées par paire, une fréquence pour la problématique et une fréquence pour le tissu à cibler. Les fréquences sont donc appliquées simultanément sur deux canaux, de sorte que les micro-courants se superposent dans la zone à traiter dans le corps.

## Résultats
De nombreuses études publiées revendiquent des améliorations chez les patients pour différents états pathologiques en général en combinaison avec une augmentation de l'acitivité physique (réduction de graisse corporelle, atténuation de douleurs musculaires, remodelage et croissance des muscles squelettiques...). Toutefois, la très grande variabilité des protocoles utilisés rend difficile la part exacte des éventuels effets positifs de ces micro-courants. Aussi les experts recommandent de standardiser les protocoles des futures études et de décrire avec précision les différents paramètres utilisés afin de pouvoir établir des données fiables.

## Critiques
Les sceptiques font remarquer que les FSM serait une forme de médecine vibratoire et qu'il n'y a pas de preuve solide que lorsqu'un tissu est blessé, il adopte une « caractéristique vibratoire différente ». Outre l'invraisemblance du mécanisme sous-jacent, les critiques font également valoir qu'une telle médecine vibratoire ne disposerait pas d'un corpus de recherches établissant le phénomène ou les allégations cliniques.
En 1994, une étude de l'American Cancer Society sur les appareils électroniques en tant que traitements potentiels du cancer a révélé que les méthodes étaient douteuses et inefficaces, et a fortement déconseillé leur utilisation.
Une autre critique est que le champion de cette modalité de traitement est un chiropracticien discrédité.